# Hangzhou
Hangzhou (kin: 杭州, pinyin: Hángzhōu; doslovno: „Hang prefektura”), prije poznat romaniziranim imanom Hangchow, je najveći i glavni grad kineske pokrajine Zhejiang. Hangzhou ima status pod-pokrajinskog grada i čini jezgru gradskog područja Hangzhou koje je četvrto po veličini u Kini.

## Zemljopisne odlike
Grad se nalazi u istočnoj Kini, oko 180 km južno od Šangaja. Jedan je od gradova na delti rijeke Yangtze gdje započinje istoimeni zaljev Hangzhou koji odvaja Šangaj od Ningboa.

## Povijest
Hangzhou je jedna od kolijevki kineske civilizacije, a kultura Liangzhu potječe od prije 4.700 godina. Dokumentirana povijest grada datira iz 221. godine prije Krista. Hangzhou je bio glavni grad kraljevstva Wuyue od 907. do 978. god. tijekom razdoblja Pet dinastija i Deset kraljevstava. Nazvan Xifu (西 府),  u to vrijeme bio je jedan od tri velika bastiona kulture u južnoj Kini tijekom desetog stoljeća, zajedno s Nanjingom i Chengduom. Hangzhou je bio prijestolnicom i Južne dinastije Song (1132. – 1276.), tada poznat kao Lin'an (臨安). U to vrijeme su u gradu živjeli i arapski trgovci. Kineski putnik Marco Polo navodno je opisao grad kao „najljepši i najveličanstveniji grad na svijetu”. U to vrijeme, u 13. stoljeću, grad je imao najveću luku na svijetu. Danas više nije lučki grad, jer je stoljećima zaljev zamutio. Smatra se da je sredinom 13. stoljeća grad mogao imati do milijun stanovnika. Najveći dio toga morale su biti izbjeglice i vojnici, koji su se tamo skupili kao rezultat mongolske invazije. Tako je Hangzhou postao najveći srednjovjekovni grad na svijetu, prije Bagdada. Uglavnom, vjeruje se da je Hangzhou bio najveći grad na svijetu od 1180. do 1315. i od 1348. do 1358.
Sve do dinastije Ming Hangzhou je bila važna luka. Ali od tada, kao posljedica neprekidnih napada japanskih gusara, Hangzhou izgubio na važnosti. Godine 1555. gusari su opljačkali grad. Godine 1861. napali su ga pobunjenici Nebeskog kraljevstva Taipinga koji su zauzeli i opljačkali grad. Do 1863. godine carski vojnici nisu uspjeli osvojiti Hangzhou. Ovaj sukob između pobunjenika i carskih trupa doveo je do više od pola milijuna žrtava među stanovništvom.
Hangzhouom je vladala kineska vlada pod Kuomintangom od 1927. do 1937. i 1945. do 1949. Dana 3. svibnja 1949. Narodnooslobodilačka vojska ušla je u Hangzhou i grad je došao pod komunističku kontrolu. Nakon što je reformska politika Deng Xiaopinga započela krajem 1978. godine, Hangzhou je iskoristio to što se nalazi u delti rijeke Jangce kako bi pojačao svoj razvoj. Sada je jedan od najvećih kineskih gradova.
U rujnu 2015. godine Hangzhou je dobio organizaciju azijskih igara 2022. godine. Tako će biti treći grad u Kini koji će biti domaćin Azijskih igara nakon Pekinga 1990. i Guangzhoua 2010. godine.

## Znamenitosti
Hangzhou je postao slavan kao južni kraj Velikog kanala i bio je jedan od najpoznatijih i najnaprednijih gradova u Kini većim dijelom posljednjeg tisućljeća. Gradsko Zapadno jezero, UNESCO-ova svjetska baština, nalazi se zapadno od grada i spada među njegove najpoznatije znamenitosti. U njegovom središtu, na otoku Gushanu, nalazi se Pokrajinski muzej Zhejianga koji je jedan od najposjećenijih muzeja u Kini.
Od vjerskih građevina u gradu se nalaze: Konfucijev hram, Hupao hram (寺), Chenghuangmiao (Gradski paviljon) smješten na brdu Wushan, Fenghuang džamija (清真寺; jedna od najstarijih džamija u Kini), te Katedrala Bezgrešnog začeća u Hangzhou (jedna od najstarijih katoličkih crkava u Kini).
Pagoda šest harmonija (六和塔 Liùhé Tǎ) potječe iz 10. st., kada je izgrađena kao svjetionik, a obnovljena je za dinastija Song (1165.) i Qing (19. st.) u današnjem obliku.
Hangzhou je odavno poznat kao „grad svile”. Postoji nekoliko tvornica i tržnica svile. Ovdje je i jedan od najvećih muzeja svile, „Kineski nacionalni muzej svile” (中国丝绸博物馆, Pinyin Zhongguo sichou bowuguan). Hangzhou je također poznat u Kini kao područje za uzgoj čaja. Najpoznatiji zeleni čaj u Kini, Zmajski Pa čaj (龍井茶 / 龙井茶, Lóngjǐngchá) se uzgaja u Hangzhou.
U četvrti Tianducheng nalazi se neobična replika Pariza, zajedno s Eiffelovim tornjem i Slavolukom pobjede.
- Most iznad rijeke Qiantang
- Gradski paviljon (Chenghuangmiao)
- Katedrala Bezgrešnog začeća u Hangzhou
- Eiffelov toranj u Tianduchengu

## Stanovništvo
Gradska prefektura je 2015. god. imala 9,02 milijuna stanovnika, a prema kineskom popisu stanovništva 2010. godine, područje općine Hangzhou (gradske i prigradske četvrti) na površini od 34.585 km² imalo je 21,102 milijuna stanovnika.
| 1950.   | 1960.   | 1970.     | 1980.     | 1990.     | 2000.     | 2010      | 2017.     |
| ------- | ------- | --------- | --------- | --------- | --------- | --------- | --------- |
| 610.000 | 948.000 | 1.025.000 | 1.136.000 | 1.666.000 | 3.570.000 | 5.758.000 | 7.038.000 |

## Administrativna podjela
Regija Hangzhoua ili prefektura na razini grada sadrži gradsko područje Hangzhou (10 okruga), grada-okrug (satelitski grad), te dva obična okruga. Središnjih deset gradskih četvrti zauzimaju 8.292,31 km², a u njima živi 8.241.000 ljudi. Dvije prigradske općine zauzimaju 7.586,04 km² i u njima živi 4.461.000 stanovnika.
| Zemljovid | Zemljovid | Zemljovid     | Zemljovid            | Zemljovid      | Zemljovid            |
| --- | --------- | ------------- | -------------------- | -------------- | -------------------- |
| Qiandao (jezero) 1 2 3 4 Jianggan Xihu Xiaoshan Yuhang Fuyang Tonglu Chun'an Jiande Lin'an 1. Shangcheng 2. Xiacheng 3. Gongshu 4. Binjiang |           |               |                      |                |                      |
| Podpodjela | Kineski   | Pinyin        | Stanovništvo (2018.) | Površina (km2) | Gustoća stanovništva |
| Središnja gradska područja |           |               |                      |                |                      |
| Shangcheng | 上城区    | Shàngchéng Qū | 345.000              | 26,06          | 13.238,68            |
| Xiacheng | 下城区    | Xiàchéng Qū   | 526.000              | 29,33          | 17.933,86            |
| Jianggan | 江干区    | Jiānggàn Qū   | 1.186.000            | 200,00         | 5.930,00             |
| Gongshu | 拱墅区    | Gǒngshù Qū    | 574.000              | 69,25          | 8.288,81             |
| Xihu | 西湖区    | Xīhú Qū       | 890.000              | 309,41         | 2.876,44             |
| Binjiang | 滨江区    | Bīnjiāng Qū   | 392.000              | 72,22          | 5.427,86             |
| Predgrađa |           |               |                      |                |                      |
| Xiaoshan | 萧山区    | Xiāoshān Qū   | 1.719.000            | 1.417,83       | 1.212,42             |
| Yuhang | 余杭区    | Yúháng Qū     | 1.603.000            | 1.228,41       | 1.304,94             |
| Fuyang | 富阳区    | Fùyáng Qū     | 742.000              | 1.821,03       | 407,46               |
| Lin'an | 临安区    | Lín'ān Qū     | 593.000              | 3.118,77       | 190,14               |
| Okruzi |           |               |                      |                |                      |
| Tonglu | 桐庐县    | Tónglú Xiàn   | 432.000              | 1.829,59       | 236,12               |
| Chun'an | 淳安县    | Chún'ān Xiàn  | 358.000              | 4.417,48       | 81,04                |
| Satelitski grad |           |               |                      |                |                      |
| Jiande | 建德市    | Jiàndé Shì    | 446.000              | 2.314,19       | 192,72               |

## Gradovi prijatelji
| - Agadir, Maroko - Atlanta, Georgia, SAD (2012.) - Baguio City, Filipini (1982.) - Beit Shemesh, Izrael - Boston, SAD (1982.) - Budimpešta, Mađarska (1999.) - Cancún, Meksiko - Cape Town, Južna Afrika (2005.) - Curitiba, Brazil (2007.) - Dnjipro (grad), Ukrajina (2013.) - Dresden, Njemačka (2009.) - El Calafate, Argentina (2013.) | - Fukui, Japan (1989.) - Galway, Japan (1996.) - Gifu, Japan (1979.) - Hamamatsu, Japan (2012.) - Indianapolis, Indiana, SAD (2009.) - Kazan, Tatarstan, Rusija - Kota Kinabalu, Malezija (2016.) - Kuala Lumpur, Malezija - Leeds, UK (1988.) - Lund, Švedska, (2008.) - Maribor, Slovenija (2017.) - Middlesbrough, UK (1988.) | - Montego Bay, Jamajka - Nice, Francuska (1994.) - Oviedo, Španjolska - Oulu, Finska (2011.) - Paramaribo, Surinam (1988.) - Pisa, Italija - Queenstown, Novi Zeland (2014.) - Sayama, Japan (1978.) - Split, Hrvatska (2014.) - Tallinn, Estonija - Weert, Nizozemska - Yeosu, Južna Koreja |  |

## Gospodarstvo
Prema istraživanju iz 2014., Hangzhou je ostvario bruto domaći proizvod od 219,5 milijardi dolara USD. Na ljestvici ekonomski najsnažnijih velegradskih regija u svijetu grad je zauzimao 49. mjesto. BDP po glavi stanovnika iznosio je 24.637 USD. U gradu je zaposleno 4,4 milijuna radnika. Na godišnjoj razini BDP po stanovniku je naglo rastao oko 7,9%, u razdoblju od 2009. do 2014. godine.
Hangzhou je sjedište Alibaba grupe, najveće IT tvrtke u Kini, te jedne od 10 najvećih tvrtki u svijetu 2018. god.

## Vanjske poveznice
- Službene stranice grada